# Seznam olympijských medailistů v jezdectví – ukončené disciplíny

## Vyřazené disciplíny

### Skok do výšky
- Na programu olympijských her byla tato disciplína zařazena pouze v roce 1900.

| Rok      | Zlato                                                                     | Stříbro           | Bronz                                |
| -------- | ------------------------------------------------------------------------- | ----------------- | ------------------------------------ |
| LOH 1900 | Dominique Maximien Gardères · Francie (FRA) · Gian Giorgio · Itálie (ITA) | medaile neudělena | Georges van der Poële · Belgie (BEL) |

### Skok do dálky
- Na programu olympijských her byla tato disciplína zařazena pouze v roce 1900.

| Rok      | Zlato                                    | Stříbro                     | Bronz                         |
| -------- | ---------------------------------------- | --------------------------- | ----------------------------- |
| LOH 1900 | Constant van Langhendonck · Belgie (BEL) | Gian Giorgio · Itálie (ITA) | de Bellegarde · Francie (FRA) |

### Krasojízda - jednotlivci
- Na programu olympijských her byla tato disciplína zařazena pouze v roce 1920.

| Rok      | Zlato                           | Stříbro               | Bronz                      |
| -------- | ------------------------------- | --------------------- | -------------------------- |
| LOH 1920 | Daniel Bouckaert · Belgie (BEL) | Field · Francie (FRA) | Louis Finet · Belgie (BEL) |

### Krasojízda - družstva
- Na programu olympijských her byla tato disciplína zařazena pouze v roce 1920.

| Rok      | Zlato          | Stříbro         | Bronz           |
| -------- | -------------- | --------------- | --------------- |
| LOH 1920 | · Belgie (BEL) | · Francie (FRA) | · Švédsko (SWE) |